# Malkiya Club
Malkiya Club (în arabă نادي المالكية) este un club de fotbal din Malkiya, Bahrain, care evoluează în prima ligă din Bahrain.